# Кенси-ле-Виконт
Кенси́-ле-Вико́нт (фр. Quincy-le-Vicomte) — коммуна во Франции, находится в регионе Бургундия. Департамент коммуны — Кот-д’Ор. Входит в состав кантона Монбар. Округ коммуны — Монбар.
Код INSEE коммуны — 21518.

## Население
Население коммуны на 2010 год составляло 194 человека.
| 1962 | 1968 | 1975 | 1982 | 1990 | 1999 | 2010 |
| ---- | ---- | ---- | ---- | ---- | ---- | ---- |
| 230  | 209  | 183  | 171  | 172  | 192  | 194  |

## Экономика
В 2010 году среди 127 человек трудоспособного возраста (15—64 лет) 98 были экономически активными, 29 — неактивными (показатель активности — 77,2 %, в 1999 году было 70,3 %). Из 98 активных жителей работали 90 человек (45 мужчин и 45 женщин), безработных было 8 (4 мужчины и 4 женщины). Среди 29 неактивных 12 человек были учениками или студентами, 8 — пенсионерами, 9 были неактивными по другим причинам.